# 富源站 (雲南省)
富源站是位于云南省曲靖市富源县中安镇，是盘西铁路上的一个火车站，建于1970年，1975年1月投入使用。现办理客货运业务，车站及其上下行区间均已电气化。车站距离沾益站65公里，隶属昆明铁路局曲靖车务段，是四等站。
富源站位于盘西铁路K63+601处，候车室面积192平方米，设站台1个，正线1条、到发线5条。